# Georgia Baker
Georgia Baker (ur. 21 września 1994 w Launceston) – australijska kolarka torowa i szosowa, trzykrotna medalistka mistrzostw świata.

## Kariera
Pierwsze medale w karierze zdobyła w 2011 roku, kiedy zwyciężyła w drużynowym wyścigu na dochodzenie i była druga w scratchu na torowych mistrzostwach świata juniorów w Moskwie. Rok później zdobyła złote medale w obu tych konkurencjach. W 2015 roku wygrała wyścig na dochodzenie na kolarskich mistrzostwach Oceanii, w 2017 roku była najlepsza w wyścigu punktowym, a w 2019 roku zwyciężyła w omnium i drużynowym wyścigu na dochodzenie. W 2019 roku zdobyła także dwa medale na mistrzostwach świata w Pruszkowie. W parze z Amy Cure zdobyła srebrny medal w madisonie, a razem z Cure, Annette Edmondson, Ashlee Ankudinoff i Alexandrą Manly zwyciężyła w drużynowym wyścigu na dochodzenie. Podczas igrzysk Wspólnoty Narodów w Birmingham w 2022 roku zwyciężyła w drużynowym wyścigu na dochodzenie oraz w szosowym wyścigu ze startu wspólnego. W tym samym roku wywalczyła również brązowy medal w drużynowej jeździe na czas na szosowych mistrzostwach świata w Wollongong.
Startowała na igrzyskach olimpijskich w Tokio, gdzie zajęła piąte miejsce w drużynowym wyścigu na dochodzenie i siódme w madisonie. Na rozgrywanych cztery lata wcześniej igrzyskach olimpijskich w Rio de Janeiro także była piąta w drużynowym wyścigu na dochodzenie.